# Elef Neshiqot Q'tanot
Elef Neshiqot Q'tanot é um filme de drama israelita de 1981 dirigido e escrito por Mira Recanati. Foi selecionado como representante de Israel à edição do Oscar 1982, organizada pela Academia de Artes e Ciências Cinematográficas.

## Elenco
- Dina Doron - Routa
- Kohava Harari
- Adi Kaplan
- Rivka Neuman - Alma
- Rina Otchital - Mara
- Daphne Recanati - Daphna
- Gad Roll - Mika
- Dan Tavori - Uri
- Nirit Yaron - Nili
- Nissim Zohar - Eli o